# Bubopsis zarudnyi
Bubopsis zarudnyi là một loài côn trùng trong họ Ascalaphidae thuộc bộ Neuroptera. Loài này được Martynova miêu tả năm 1926.